# Amastus inconspicuus
Amastus inconspicuus är en fjärilsart som beskrevs av Embrik Strand 1919. Amastus inconspicuus ingår i släktet Amastus och familjen björnspinnare. Inga underarter finns listade i Catalogue of Life.